# Germán Beltrán Juárez
Germán Beltrán Juárez (nascut el 26 d'octubre de 1979) és un futbolista aragonès retirat que jugava com a davanter, actualment entrenador de l'Alavés C.
Va passar la major part de la seva carrera a la Segona Divisió B, jugant 256 partits i marcant 49 gols per a sis clubs, principalment el Barakaldo. Professionalment, va jugar 36 vegades a Segona Divisió amb la SD Eibar i el Girona FC, marcant un gol per a cadascun.

## Carrera com a jugador
Nascut a Alcanyís, Aragó, Beltrán va començar la seva carrera al Reial Madrid, jugant com a màxim al filial a la Segona Divisió B. El juny de 2008, després de contribuir amb 15 gols a la tercera divisió al Barakaldo CF, va signar un contracte de dos anys amb el club SD Eibar de Segona Divisió amb una clàusula de rescissió d'1,2 milions d'euros.
En la primera temporada de Beltrán amb els bascos, van baixar de categoria i només va marcar en una derrota per 2-3 a casa contra el Real Zaragoza el 25 d'abril de 2009. El febrer de 2010, va tornar a pujar a la segona divisió amb el Girona FC fins al final de la temporada amb l'opció d'un gol més. De nou, només va marcar un gol en la seva etapa a Catalunya, minuts després d'entrar com a substitut de Jordi Xumetra en el seu segon partit, una victòria per 3-0 a casa contra el Rayo Vallecano.
Beltrán va tornar a la tercera divisió l'agost de 2010, amb un contracte d'un any al Zamora CF. Un any més tard, va fitxar pel club CD Laudio de Tercera Divisió, i va marcar l'únic gol el 29 de juny de 2013, quan van superar el Mar Menor FC a la final dels playoffs per arribar a la tercera divisió per única vegada a la seva història.

## Carrera com a entrenador
Després de retirar-se al Club Portugalete el 2016, Beltrán va treballar posteriorment com a entrenador assistent en aquest equip. L'estiu del 2018, va ser nomenat al Barakaldo sota les ordres d'Aitor Larrazábal en el mateix càrrec.
Beltrán va substituir Larrazábal al capdavant del Barakaldo el 28 de desembre de 2020. No obstant això, després de només 43 dies i tres partits (dues derrotes, un empat), ell mateix va ser destituït el 9 de febrer de 2021.
Beltrán va continuar exercint el seu ofici a les lligues inferiors posteriorment, amb Portugalete, Gernika Club i Deportivo Alavés C.